# Alexis Bledel
Kimberly Alexis Bledel (* 16. září 1981 Houston, Texas, USA) je americká herečka a modelka, která se nejvíce proslavila rolí Rory Gilmore v seriálu Gilmorova děvčata. Dále se objevila ve filmech jako Sesterstvo putovních kalhot, Sin City – město hříchu a Absolventka. Od roku 2017 hraje v seriálu Příběh služebnice. Za roli získala v roce 2017 cenu Emmy v kategorii nejlepší ženský herecký výkon v hostující roli v dramatickém seriálu a nominaci v kategorii za vedlejší roli v roce 2018.

## Životopis
Bledel se narodila v Houstonu v Texasu Nanette (rozené Dozier), která pracovala jako zpracovatelka dárků a letuška, a Martínu Bledelovi. Má mladšího bratra Erica. Její otec se narodil a vyrůstal v Argentině. Dědeček z otcovy strany, Enrique Einar Bledel Huus, se narodil v Buenos Aires v Argentině a byl dánského a německého původu; Enrique byl viceprezidentem pro firmu Coca-Cola v Latinské Americe a Coca-Cola Inter-American Corporation. Bledelova babička z otcovy strany, Jean (rozená Campbell), byla původem z New Yorku a měla skotské a anglické předky. Její matka Nanette se narodila ve Phoenixu v Arizoně a v osmi letech se přestěhovala do Mexico City. O výchově svých rodičů v Latinské Americe Bledel prohlásila: „Je to jediná kultura, kterou moje máma zná ze života, a také můj otec, a rozhodli se vychovávat své děti v kontextu, v němž byli vychováváni.“ Bledel vyrůstala ve španělsky mluvící domácnosti a anglicky se naučila až poté, co nastoupila do školy; považuje se za Hispánku (Latina).
Byla to nesmělá dívka, která se styděla a nerozuměla svým vrstevníkům, jelikož se u nich doma mluvilo pouze španělsky, a proto ji rodiče přihlásili do školního divadla, kde se okamžitě uchytila a vystupovala například v hrách: Čarodějnice ze země Oz, Naše město nebo Aladin.
Krátce po jejím nastoupení na katolickou střední školu si ji všiml modelingový agent Page Parkes, který posléze odstartoval její kariéru. Po absolvování střední školy se Alexis rozhodla změnit profesi a stala se herečkou.

## Kariéra
V roce 2000 získala roli Rory Gilmore v seriálu Gilmorova děvčata, po boku Lauren Graham. Seriál běžel na stanici The WB/The CW po dobu sedm let. V roce 2002 si zahrála ve filmu Tajemství nesmrtelných. V roce 2005 si zahrála po boku Amber Tamblyn, Americy Ferrery a Blake Lively ve filmu Sesterstvo putovních kalhot. Roli si znovu zahrála v pokračování filmu Sesterstvo putovních kalhot 2. V roce 2005 se také objevila ve filmu Sin City – město hříchu, kde si zahrála prostitutku Becky.
V roce 2009 se objevila ve filmech Absolventka a Pan Dokonalý. O rok později získala roli v historickém dramatickém filmu Konspirátor. V lednu 2016 Netflix oznámil návrat Gilmorových děvčat v projektu Gilmorova děvčata: Rok v životě a jeho čtyřech dílech z každého ročního období . V roce 2017 získala první nominaci na cenu Emmy za roli Ofglen v seriálu Příběh služebnice.

## Osobní život
Mezi lety 2002–2006 chodila s hercem ze seriálu Gilmorova děvčata Milo Ventimigliou. V roce 2012 začala chodit s hercem Vincentem Kartheiserem, se kterým se v březnu 2013 zasnoubila. V červnu 2014 se pár vzal v Kalifornii. V květnu 2016 potvrdili, že na podzim roku 2015 se jim narodil syn. Manželství skončilo rozvodem v srpnu 2022.

## Filmografie

### Film
| Rok           | Název                         | Role                     | Poznámka              |
| ------------- | ----------------------------- | ------------------------ | --------------------- |
| 1998          | Jak jsem balil učitelku       | studentka                | neuvedena v titulcích |
| 2002          | Tajemství nesmrtelných        | Winnie Foster Jackson    |                       |
| 2004          | DysEnchanted                  | Goldiolocks              | krátkometrážní film   |
| 2004          | ¿Cuánto cuesta la admisión?   | Monique                  | krátkometrážní film   |
| 2004          | Moje velká indická svatba     | Georgina „Georgie“ Darcy |                       |
| 2005          | Sin City – město hříchu       | Becky                    |                       |
| 2005          | Sesterstvo putovních kalhot   | Lena Kaligaris           |                       |
| 2006          | Life is Short                 | Charlotte                | krátkometrážní film   |
| 2006          | Zoom                          | Ace                      | neuvedena v titulcích |
| 2006          | Tady Reed Fish                | Kate                     |                       |
| 2008          | Sesterstvo putovních kalhot 2 | Lena Kaligaris           |                       |
| 2009          | Pan Dokonalý                  | Beth Vest                |                       |
| 2009          | The Ballad of G.I. Joe        | Lady Jaye                | krátké video          |
| 2009          | Absolventka                   | Ryden Malby              |                       |
| 2010          | The Kate Logan Affair         | Kate Logan               |                       |
| 2010          | Girl Walks into a Bar         | Kim                      |                       |
| 2010          | Konspirátor                   | Sarah Weston             |                       |
| 2011          | Violet & Daisy                | Violet                   |                       |
| 2012          | Mosazná konvice               | Payton                   |                       |
| 2014          | Parts Per Billion             | Sarah                    |                       |
| 2014          | Outliving Emily               | Emily                    |                       |
| 2015          | Jenny se vdává                | Kitty Friedman           |                       |
| 2019          | Crypto                        | Katie                    |                       |
| bude oznámeno | Sesterstvo putovních kalhot 3 | Lena                     |                       |

### Televize
| Rok       | Název                           | Role           | Poznámka                    |
| --------- | ------------------------------- | -------------- | --------------------------- |
| 2000–2007 | Gilmorova děvčata               | Rory Gilmore   | 154 dílů                    |
| 2009      | Pohotovost                      | Dr. Julia Wise | díl: „Všechno jednou končí“ |
| 2012      | Šílenci z Manhattanu            | Beth Dawes     | Vedlejší role, 3 díly       |
| 2013      | Nezapomeň na lásku              | Molly Branford | TV film                     |
| 2014–2015 | Us & Them                       | Stacey         | hlavní role, show zrušena   |
| 2015      | Motiv                           | Robin          | díl: „Oblivion“             |
| 2016      | Gilmorova děvčata: Rok v životě | Rory Gilmore   | hlavní role, 4 díly         |
| 2017–2021 | Příběh služebnice               | Emily Malek    | 20 dílů                     |

### Divadlo
| Rok  | Název                       | Role           | Poznámka                         |
| ---- | --------------------------- | -------------- | -------------------------------- |
| 2011 | Love, Loss, and What I Wore |                | 12. leden 2011 – 13. února 2011  |
| 2012 | Regrets                     | Chrissie Myers | 27. březen 2012 – 29. duben 2012 |
| 2016 | College Republicans         | Lee Atwater    | 23. dubna 2016                   |